# さらば青春の光 (映画)
『さらば青春の光』（さらばせいしゅんのひかり、原題：Quadrophenia）は、フランク・ロッダム監督による1979年のイギリス映画。1960年代初期のイギリスのユース・カルチャーの2大勢力だったモッズとロッカーズの日常生活や両者の対立を軸として、ある架空の熱狂的なモッズ青年と彼の仲間達との青春の光と影、彼等と彼女等が現実世界と理想（モッズワールド）とのギャップによる苦悩などを乗り越え成長して行く姿を描いた作品である。

## ストーリー
1964年のイギリス。広告会社の郵便室係、ジミー・クーパーは、週末ともなればデイブや通称「スパイダー」などのモッズ仲間と共に、乱交パーティー、改造スクーターでの暴走、アンフェタミン（覚醒剤）の乱用、そして、敵対するロッカーズたちとの乱闘に明け暮れていた。ジミーは仲間の女性の1人であるステフの気を引こうとするが、彼女には決まった交際相手のピートがいるので、彼の試みはうまくいかない。
ある日、ジミーは幼なじみで2-3か月前に除隊してアデンから帰還したケヴィンと偶然に再会する。彼はケヴィンがロッカーズになっていたことを知って大いに戸惑うが、ケヴィンは彼がモッズであることを知っても意に介さなかったので、対立が激化する中にあっても2人は友情を保っていた。しかしある夜、ジミー達がバイクでダンス・クラブに向かう途中、故障で離脱したスパイダーとガールフレンドが、通りかかったロッカーズたちに暴行を受ける。ダンス・クラブにたどり着いた2人から事の顛末を聞いたジミーたちは激怒して報復に繰り出し、たまたま見かけた2人連れのロッカーズを襲撃して叩きのめすが、そのうちの1人はケヴィンだった。ジミーは途中でそれに気づくが為す術もなく、その場から独り「そいつは違う！」と叫びながら猛スピードで逃げるように走り去る。
ジミーたちのドラッグ中毒はますます深刻な状態となり、彼等は薬局での窃盗や職場の無断欠勤をするようになる。さらに彼等は祝日にバイクで海沿いのブライトンで開かれるモッズの集会へ向かう。そこには各地から集結したモッズに加え、ロッカーズも集結していた。モッズたちは自己陶酔の中"We are the Mods!"と叫びながら行進する。ブライトンに来る道中でまたもやロッカーズの一群に絡まれたスパイダーが、バイクで通りかかったカップルを指さして「あいつだ！」と叫んだので、その場にいた全員が、そのカップルが合流したロッカーズの一群を襲撃して叩きのめし、さらに彼等が逃げ込んだ飲食店や立ち並ぶ店を破壊した。勝利の雄叫びをあげるモッズにロッカーズの大群が逆襲をかけた結果、モッズ対ロッカーズの大乱闘が発生。事態は暴動へと発展し、警察が出動して双方の若者を次々と逮捕していく。ジミーはステフと共に警察から逃れて人気のない路地裏へ逃げ込み、2人は騒ぎの興奮冷めやらぬなかで交じり合う。しかし路地裏から出たところでジミーが警察の目に留まり、逮捕されて護送車に放り込まれた。取り残されたステフをどこからともなく現れたデイブが連れ去って行った。
ジミーの護送車に、モッズのカリスマ的存在として憧れの的であるエース・フェイスも放り込まれた。裁判でエースは75ポンドの罰金を科せられるも、その場で小切手で払うことを申し出て治安判事を虚仮にして、出廷していたモッズたちの歓声を浴びた。同じ法廷に立ったジミーも50ポンドの罰金を科せられる。彼は釈放されて帰宅すると、留守中に部屋でドラッグを見つけニュースでブライトンの乱闘を知った母親に家から叩き出される。出勤すると、上司に度重なる無断欠勤を責められたうえに乱闘に参加したことを疑われ、口論になって衝動的に仕事を辞めてしまう。
ある夜、ステフや仲間が集まる店に現れたジミーは、給料2週間分の退職金を全額はたいてドラッグを購入する。そこでステフとのことを冷やかしたデイブを殴り飛ばす。その時のステフの反応を見たジミーは、彼女とデイブの関係に気づく。翌朝、ジミーは出勤途中のステフをランブレッタで待ち伏せるが「ブライトンでのことはただの遊びよ。本気にしないで」と冷たく告げられた挙句、悪し様に罵られる。彼は街中をあてもなくランブレッタで彷徨っているうちに、郵便車と衝突しそうになり転倒。自分は無傷だったが、愛車は郵便車に潰されて大破してしまう。
失意と傷心のジミーは鉄道で再びブライトンへと向かい、乱闘が起きた海岸を歩き回りステフと共に逃げた路地を訪れた。彷徨いの果てに、彼は豪華なホテルの傍らにエースの銀色のベスパが停められているのを見つける。喜びも束の間、彼はホテルからベルボーイの制服に身を固めたエースが小走りに出てきたのを見て唖然とする。彼は客に小言を言われながらいそいそと働くエースの姿に著しく落胆して、その後ろ姿に向かって"Bell boy!"と叫ぶと、持っていた鍵でエースのベスパを発進させて逃走し、ビーチー岬を駆け回る。やがてベスパを停めてキラキラと美しく光る海面を見つめ何かに思いと考えを巡らせた後、彼は崖に向かって一気にべスバで走り出す。次の瞬間、無人のべスバは崖から飛び出して、空中を舞いながら100メートル以上もの距離を落下して、崖下の岩場に叩きつけられて破壊された。
こうしてジミーは青春の光（モッズ）と決別した。

## キャスト
| 役名                                                        | 俳優                       | 日本語吹替 | 日本語吹替                                                                                  | 日本語吹替 |
| 役名                                                        | 俳優                       | テレビ版   | VOD版                                                                                       |            |
| ----------------------------------------------------------- | -------------------------- | ---------- | ------------------------------------------------------------------------------------------- | ---------- |
| ジェイムズ（ジミー）・マイケル・クーパー                    | フィル・ダニエルズ         | 池田秀一   | 立花慎之介                                                                                  |            |
| ステフ                                                      | レスリー・アッシュ         |            | 永宝千晶                                                                                    |            |
| チャーキー （ジミーのモッズ仲間）                           | フィリップ・デイヴィス     |            | 烏丸祐一                                                                                    |            |
| デイブ （ジミーのモッズ仲間）                               | マーク・ウィンゲット       |            | 神奈延年                                                                                    |            |
| エース・フェイス                                            | スティング                 |            | 岡井カツノリ                                                                                |            |
| ケヴィン・ヘリオット （ロッカーズ・ジミーの子供時代の友人） | レイモンド・ウィンストン   |            | 菅原雅芳                                                                                    |            |
| ピーター（ピート）・フェントン （ステフのボーイフレンド）   | ギャリー・クーパー         |            |                                                                                             |            |
| スパイダー （ジミーのモッズ仲間）                           | ゲイリー・シェイル         |            |                                                                                             |            |
| モンキー （ジミーのモッズ仲間）                             | トーヤ・ウィルコックス     |            |                                                                                             |            |
| ファーディ （ジミーのモッズ仲間）                           | トレヴァー・レアード       |            | 北田理道                                                                                    |            |
| ケニー                                                      | アンディ・セイス           |            |                                                                                             |            |
| ジミーの母                                                  | ケイト・ウィリアムズ       |            | 入江純                                                                                      |            |
| ジミーの父                                                  | マイケル・エルフィック     |            | さかき孝輔                                                                                  |            |
| イヴォンヌ （ジミーの姉）                                   | キム・ネイヴ               |            | 堀井千砂                                                                                    |            |
| フルフォード氏 （ジミーの上司）                             | ベンジャミン・ウィットロウ |            | 伊藤和晃                                                                                    |            |
| ダニー                                                      | ダニエル・ピーコック       |            |                                                                                             |            |
| 機関職員                                                    | ジェレミー・チャイルド     |            |                                                                                             |            |
| 治安判事                                                    | ジョン・フィリップス       | 西村知道   | さかき孝輔                                                                                  |            |
| 映写技師                                                    | ティモシー・スポール       |            | 関口雄吾                                                                                    |            |
| 映写技師アシスタント                                        | パトリック・マレー         |            |                                                                                             |            |
| 仕立て屋                                                    | オリヴィエ・ピエール       |            |                                                                                             |            |
| カフェ店主                                                  | ジョージ・イネス           |            | さかき孝輔                                                                                  |            |
| ハリー・ノース （ギャングスター）                           | ジョン・ビンドン           |            |                                                                                             |            |
| クラブのバーテンダー                                        | P・H・モリアーティ         |            |                                                                                             |            |
| カール氏                                                    | ヒュー・ロイド             |            |                                                                                             |            |
| ジョニー・フェイギン                                        | ジョン・アルトマン         |            |                                                                                             |            |
| ロッカーの青年1                                             | ギャリー・ホールトン       |            |                                                                                             |            |
| ロッカーの青年2                                             | ジェシー・バードサル       |            |                                                                                             |            |
| ドラッグ売人                                                | ジュリアン・ファース       |            |                                                                                             |            |
| パーティー主催者                                            | サイモン・ギプス＝ケント   |            |                                                                                             |            |
| ケン・ジョーンズ                                            | ミッキー・ロイス           |            |                                                                                             |            |
| ニッキー                                                    | ファズ                     |            |                                                                                             |            |
| その他                                                      | N/A                        |            | 下妻由幸 土井真理 橋本雅史 三好晃祐 稲垣拓哉 山口協佳 下川涼 海老名翔太 真木駿一 森下由樹子 |            |
|                                                             |                            |            |                                                                                             |            |
| 演出                                                        | 演出                       |            | 中野洋志                                                                                    |            |
| 翻訳                                                        | 翻訳                       |            | 橋本真砂子                                                                                  |            |
| 制作                                                        | 制作                       |            | ACクリエイト                                                                                |            |

- テレビ版：初回放送日1985年（本編正味約75分）
- VOD版：初回放送日2020年6月22日 スターチャンネル3（U-NEXTで配信）

## 概要と制作

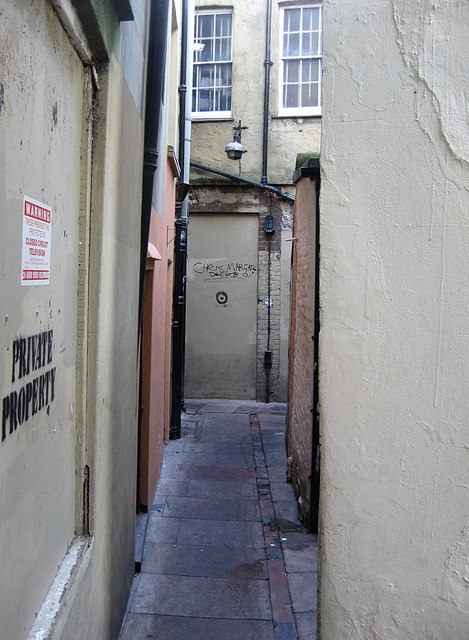
イングランド、ブライトンのイースト通りとリトルイースト通りの間の路地は、ジミーとステフのラブシーンのロケ地として有名になった。「マーゲイト出身のクリス」の落書きの右側にある小さな庭には、しばしば人が訪れ、訪れたことを示す落書きを残していく。左へ向かうと、イースト通りに出られる。

本作は、イングランドのロック・バンドのザ・フーが1973年に発表した2枚組アルバム『四重人格』（Quadrophenia）を原作とした。
当時ザ・フーのマネージャーだったビル・カービシュリーがロイ・ベアードと共にプロデューサーを務め、『四重人格』の全曲の作者であるピート・タウンゼントをはじめザ・フーのメンバー全員がエグゼクティブ・プロデューサーに名を連ねた。本作制作中の1978年8月にはドラマーのキース・ムーンが急死したので、ロッダム監督は映画の制作を中止する意向であったが、ベアードとカービシュリーが「一緒にまとめあげて」制作を続行させた。
タイトスーツやM51 (モッズコート）などのモッズとロッカーズのファッション、ウインドシールドが装備され多数のミラーとライトで飾られたベスパやランブレッタなどのスクーター、ロッカーズのカフェレーサー）、音楽、ドラッグなどの1960年代文化が詳細に再現されている。
スタジオ内での撮影は作中の1シーンのみで、ほかのすべてのシーンはロケーション撮影で撮られた。ラストシーンのロケ地であるビーチー岬は自殺の名所として知られ、これが映画の結末に影響を与えたと考えられている。ロッダム監督と撮影チームは無人のスクーターが崖から落下していく場面をヘリコプターから撮影していたが、スタントコーディネーターがスクーターが崖から空中に飛び出す距離を低く見積もりすぎていたので、彼等が搭乗していたヘリはスクーターと接触しそうになった。
60年代のロンドン・ミュージック界のDJかつダンサーであるジェフ・デクスターはクラブの場面でDJを演じたほか、クレジットされてはいないが、ダンス場とクラブのシーンで、エース・フェイス役のスティングのクローズアップされた足の動きや500人のエキストラを振り付けた。
1964年にデビューしてモッズの人気を得たザ・フーが様々な形で登場する。当時のロック/ポップ音楽専門の人気テレビ番組『レディ・ステディ・ゴー』で2作目のシングル「エニウェイ・エニハウ・エニホエア」（1965年）を演奏する姿にジミーが熱狂する場面、壁に「Maximum R&B」のキャッチフレーズが書かれたポスターや写真が貼られている彼の部屋の場面、彼がパーティーで3作目のシングル「マイ・ジェネレーション」（1965年）のレコードをかける場面、このパーティーに使われているレコード・プレーヤーの背後にザ・フーのアルバムA Quick One (Happy Jack) / The Who Sell Outが立てかけられている場面などである。

## サウンドトラック
1979年10月、2枚組のサウンドトラック・アルバム『さらば青春の光 (オリジナル・サウンドトラック)』がポリドール・レコードから発表された。このアルバムは、ザ・フーの初代マネージャーで有名なモッズでもあり、発売の1年前の1978年6月に亡くなったピーター・ミーデンに捧げられた。
ザ・フーの楽曲と彼等に関連した楽曲に加えて、以下の挿入歌が収録された。
- 「ハイ・ヒール・スニーカーズ（英語版）」[注釈 8]（クロス・セクション）
- 「ナイト・トレイン（英語版）」（ジェームス・ブラウン）
- 「ルイ・ルイ」（ザ・キングスメン（英語版））
- 「グリーン・オニオン」（ブッカー・T&ザ・MG's）
- 「悲しき雨音」（ザ・カスケーズ）
- 「いかした彼」（シフォンズ）
- 「ビー・マイ・ベイビー」（ザ・ロネッツ）
- 「ハイ・ロン・ロン（英語版）」（クリスタルズ）

1993年と2001年には、CDとして再びリリースされた。

## その他
- 公開40周年となる2019年にデジタルリマスター版が公開された[3]。
- タウンゼントは後年、 ジョン・ライドンにジミー・クーパー役を演じて欲しかった、と語っている[9][注釈 9]。
- 作家のピーター・メドウズが本作にインスピレーションを得て書いた小説「To Be Someone」を原作とする続編映画の製作が発表され[10]、2022年6月にTo Be Someoneとして公開された。本作に出演したゲイリー・シェイル（スパイダー役）、レスリー・アッシュ（ステフ役）、トーヤ・ウィルコックス[注釈 10]（モンキー役）が出演した。